# Timothy Simons

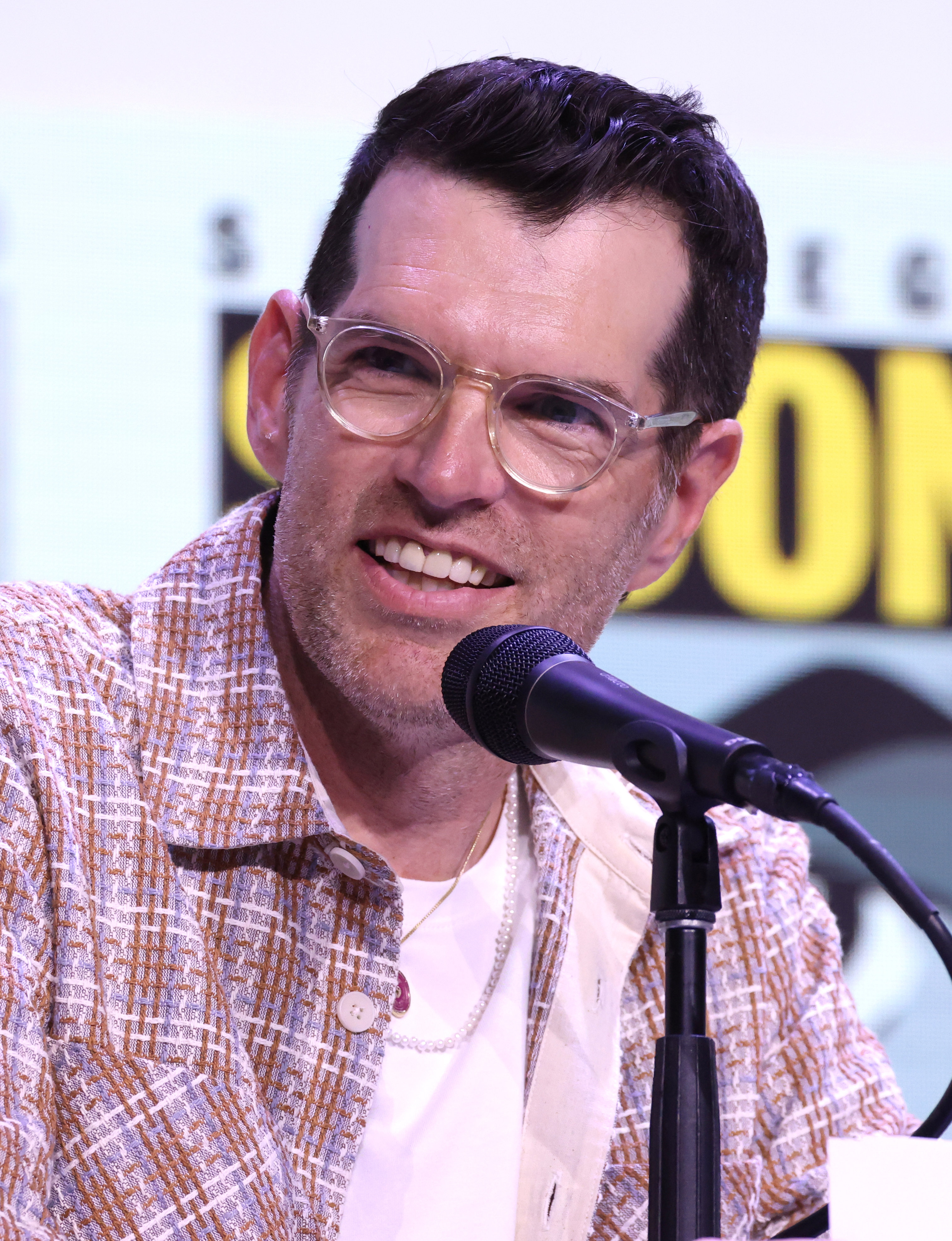
Timothy Simons (2025)

Timothy Simons (* 12. Juni 1978 in Readfield, Maine) ist ein US-amerikanischer Schauspieler.

## Leben und Karriere
Der 1,97 m große Timothy Simons wurde in der Kleinstadt Readfield im US-Bundesstaat Maine geboren, wo er auch aufwuchs. Er ist seit 2010 als Schauspieler aktiv. Nach einigen kleinen Serienauftritten übernahm er 2012 die Rolle des Jonah Ryan in der Dramedy-Serie Veep – Die Vizepräsidentin, die er bis 2019 darstellte. Für diese Rolle war er zusammen mit dem Ensemble drei Mal für den Screen Actors Guild Award nominiert.
Daneben war er auch in Filmen wie The Interview, Inherent Vice – Natürliche Mängel und Gänsehaut zu sehen. 2016 übernahm er die Rolle des Jackson in Gold. Simons ist mit Annie Simons verheiratet. 2011 brachte sie Zwillinge, einen Jungen und ein Mädchen, auf die Welt. Sie leben in Los Angeles.

## Filmografie (Auswahl)
- 2010: Days Together
- 2012: Best Friends Forever (Fernsehserie, Episode 1x04)
- 2012: The Craft Store (Fernsehserie, 3 Episoden)
- 2012–2019: Veep – Die Vizepräsidentin (Veep, Fernsehserie, 65 Episoden)
- 2013: Beneath the Harvest Sky
- 2014: Draft Day
- 2014: Inherent Vice – Natürliche Mängel (Inherent Vice)
- 2014: The Interview
- 2015: Tim und Lee (Digging for Fire)
- 2015: Gänsehaut (Goosebumps)
- 2016: The Boss
- 2016: Gold
- 2017: Easy (Fernsehserie, Episode 2x01)
- 2018: Unersetzlich (Irreplacable You)
- 2018: Chaos im Netz (Ralph Breaks the Internet, Stimme im Original)
- 2018–2019: Rise of the Teenage Mutant Ninja Turtles (Fernsehserie, 5 Episoden, Stimme)
- 2019: Future Man (Fernsehserie, Episode 2x01)
- 2019: Glam Girls – Hinreißend verdorben (The Hustle)
- 2019: Eine wie Alaska (Looking for Alaska, Fernsehserie, 8 Episoden)
- 2019: Robot Chicken (Fernsehserie, Episode 10x11, Stimme)
- 2019: Yes, God, Yes – Böse Mädchen beichten nicht
- 2020: Baymax – Robowabohu in Serie (Big Hero 6: The Series, Fernsehserie, Episode 2x23 Stimme)
- 2020: Happiest Season
- 2020: Bob’s Burgers (Fernsehserie, Episode 11x08, Stimme)
- 2021: Dickinson (Fernsehserie, Episode 2x04)
- 2021: The Pole (Fernsehserie, 5 Episoden)
- 2021: Nicht schon wieder allein zu Haus (Home Sweet Home Alone)
- seit 2021: Rugrats (Fernsehserie, Stimme)
- 2022: Candy: Tod in Texas (Miniserie)
- 2022: Don’t Worry Darling
- 2023: Shortcomings
- 2023: Die verrückte Geschichte der Welt, Teil II (History of the World: Part II, Miniserie, 1 Episode)
- 2024: Nobody Wants This (Fernsehserie)